# Energi Nord
Energi Nord var et dansk elselskab, der forsynede ca. 220.000 kunder i Himmerland, Vendsyssel og Aalborg med el.
Selskabet blev dannet i 2001 som et handels- og operatørselskab for selskaberne ENV i Hjørring, ESV i Nørresundby og HEF i Aalborg.
Energi Nord blev i 2016 i forbindelse med en fusion til Eniig Energi, der siden hen er indgået i en ny fusion og nu er en del af koncernen Norlys.